# La Veinticinco Rock and Roll
La Veinticinco Rock and Roll, o simplemente Rock and roll, es el primer álbum de estudio de la banda de rock argentina La 25. Fue grabado y producido por los integrantes de La 25, Silvio Furmanski y Gustavo Novello (quienes también fueron los ingenieros de grabación y mezcla) entre febrero y marzo del año 2000 en los estudios La Hurraca y masterizado por Eduardo Bergallo en Mister Master, aunque salió a la venta al año siguiente (2001). Su distribución estuvo a cargo de la discográfica Pop Art, y en 2005 fue reeditado por Pelo Music, siendo distribuido por EMI Odeon.

## Lista de canciones
| N.º   | Título                                                                        | Duración |  |
| 1.    | «Sucia mujer» (Mauricio Lescano)                                              | 3:52     |  |
| 2.    | «El ataúd» (Marcos Lescano)                                                   | 3:35     |  |
| 3.    | «Me da pena» (Mauricio Lescano - Marcos Lescano)                              | 3:36     |  |
| 4.    | «Cosas viejas» (Mauricio Lescano)                                             | 3:34     |  |
| 5.    | «Sucio Sheriff» (Mauricio Lescano - Hugo Rodríguez)                           | 4:46     |  |
| 6.    | «Ya todo pasó» (Mauricio Lescano)                                             | 4:12     |  |
| 7.    | «Bienvenido» (Mauricio Lescano - Fernández)                                   | 4:32     |  |
| 8.    | «Pidan lo que quieran» (Mauricio Lescano - Marcos Lescano)                    | 4:01     |  |
| 9.    | «Ella» (Mauricio Lescano - Hugo Rodríguez - Marcos Lescano - Alejandro Ender) | 4:15     |  |
| 10.   | «Vicios y rock and roll» (Mauricio Lescano)                                   | 2:27     |  |
| 11.   | «La 25» (Mauricio Lescano)                                                    | 3:47     |  |
| 12.   | «Viaje de Vida» (Mauricio Lescano - Hugo Rodríguez - Marcos Lescano)          | 3:37     |  |
| 46:14 |                                                                               |          |  |

## Videoclips
- Sucio Sheriff

## Músicos
- Mauricio "Junior" Lescano: voz y guitarras
- Marcos Lescano: guitarras y coros
- Hugo Rodríguez: guitarras y coros
- Pablo "Ponch" Poncharello: bajo
- Alejandro "Mingo" Ender: batería

## Invitados
- Darío "Rodia" Bruschi: guitarra acústica
- Miliki: armónica
- Araña Blanca: percusión
- Chilly Willy: teclados

- Datos: Q25408171